# بخش پوانت-ا-پیتر
بخش پوانت-ا-پیتر (به فرانسوی: Arrondissement de Pointe-à-Pitre) یک بخش در فرانسه است که در گوادلوپ واقع شده‌است.